# Pangrapta griseistriga
Pangrapta griseistriga là một loài bướm đêm trong họ Erebidae.